# Myzomela pulchella
El mielero de Nueva Irlanda (Myzomela pulchella) es una especie de ave paseriforme de la familia Meliphagidae endémica de la isla de Nueva Irlanda, en Papúa Nueva Guinea.

## Distribución
El mielero de Nueva Irlanada se encuentra únicamente en la isla de Nueva Irlanda, del archipiélago Bismarck en el este de Papúa Nueva Guinea. Su hábitat natural son los bosques húmedos tropicales.